# Liste der Dreitausender in der Silvretta
Die Liste der Dreitausender in der Silvretta listet alle Dreitausender der Silvretta in der Schweiz und Österreich auf.
Die sortierbare Tabelle enthält neben der Höhe und der genauen Lage (Koordinaten) auch die Parameter Dominanz und Schartenhöhe. In der Tabelle werden sämtliche Gipfel über 3000 Meter Höhe berücksichtigt, die eine Schartenhöhe von mindestens 50 Metern aufweisen. Weitere Dreitausender mit weniger als 50 m Schartenhöhe finden sich unterhalb der Tabelle.
Drei unbenannte, mit Höhenkote versehene Gipfel übertreffen die Mindestschartenhöhe von 50 Metern: Ein Gipfel südwestlich des Piz Fliana (in der Liste provisorisch mit S1 bezeichnet), ein Gipfel nördlich des Piz Buin (in der Liste provisorisch mit S2 bezeichnet, je nach Auslegung könnte er eventuell auch zum Wiesbadener Grätle gezählt werden) und ein Gipfel südlich des Flüela Wisshorns (in der Liste provisorisch mit S3 bezeichnet).

## Legende
- Rang: Rang, den der Gipfel unter den Dreitausendern einnimmt.
- Bild: Bild des Berges.
- Gipfel: Name des Gipfels.
- Höhe: Höhe des Berges in Metern über dem Meeresspiegel.
- Lage: Administrative Lage sowie Koordinaten des Gipfels
- Dominanz: Die Dominanz beschreibt den Radius des Gebietes, das der Berg überragt. Angegeben in Kilometern mit Bezugspunkt.
- Schartenhöhe: Die Schartenhöhe ist die Höhendifferenz zwischen Gipfelhöhe und der höchstgelegenen Einschartung, bis zu der man mindestens absteigen muss, um einen höheren Gipfel zu erreichen. Angegeben in Metern mit Bezugspunkt.

## Dreitausender in der Silvretta
Durch Anklicken des Symbols im Tabellenkopf sind die jeweiligen Spalten sortierbar.
| Rang | Bild                                                                    | Gipfel                    | Höhe   | Lage                                            | Dominanz                         | Schartenhöhe                                   |
| ---- | ----------------------------------------------------------------------- | ------------------------- | ------ | ----------------------------------------------- | -------------------------------- | ---------------------------------------------- |
| 01   |                                                                         | Piz Linard                | 3410   | Graubünden 46° 48′ N, 10° 4′ O                  | 24,9 km → Piz Kesch              | 1028 m ↓ Flüelapass                            |
| 02   |                                                                         | Fluchthorn (Mittelgipfel) | 3396   | Graubünden/Tirol 46° 54′ N, 10° 14′ O           | 15,8 km → Piz Linard             | 645 m ↓ Fuorcla Zadrell                        |
| 03   |                                                                         | Fluchthorn (Südgipfel)    | 3380 a | Graubünden/Tirol 46° 53′ N, 10° 14′ O           | 0,3 km → Fluchthorn Mittelgipfel | ca. 60 m ↓ Scharte zum Fluchthorn Mittelgipfel |
| 04   |                                                                         | Fluchthorn (Nordgipfel)   | 3340   | Graubünden/Tirol 46° 54′ N, 10° 14′ O           | 0,3 km → Fluchthorn Mittelgipfel | ca. 65 m ↓ Scharte zum Fluchthorn Mittelgipfel |
| 05   |                                                                         | Piz Buin                  | 3312   | Graubünden/Vorarlberg 46° 51′ N, 10° 7′ O       | 6,1 km → Piz Linard              | 544 m ↓ Futschölpass                           |
| 06   |                                                                         | Verstanclahorn            | 3297   | Graubünden 46° 50′ N, 10° 4′ O                  | 3,7 km → Piz Buin                | 378 m ↓ Verstanclator                          |
| 07   |                                                                         | Piz Fliana                | 3280   | Graubünden 46° 50′ N, 10° 7′ O                  | 2,0 km → Piz Buin                | 433 m ↓ Plan Mezdi                             |
| 08   |                                                                         | Kleiner Piz Buin          | 3255   | Graubünden/Vorarlberg 46° 51′ N, 10° 7′ O       | 0,6 km → Piz Buin                | 203 m ↓ Buinlücke                              |
| 09   |                                                                         | Silvrettahorn             | 3243   | Graubünden/Vorarlberg 46° 51′ N, 10° 6′ O       | 2,3 km → Kleiner Piz Buin        | 202 m ↓ Fuorcla dal Cunfin                     |
| 10   |                                                                         | Chapütschin               | 3231   | Graubünden 46° 50′ N, 10° 4′ O                  | 0,5 km → Verstanclahorn          | 99 m ↓ Vernelasattel                           |
| 11   |                                                                         | Augstenberg               | 3230   | Graubünden/Tirol 46° 52′ N, 10° 12′ O           | 3,2 km → Fluchthorn              | 434 m ↓ Vermuntpass                            |
| 12   |                                                                         | Schneeglocke              | 3223   | Vorarlberg 46° 52′ N, 10° 5′ O                  | 0,9 km → Silvrettahorn           | 82 m ↓ Scharte zum Silvrettahorn               |
| 13   |                                                                         | Vorderes Plattenhorn      | 3219   | Graubünden 46° 49′ N, 10° 2′ O                  | 3,2 km → Piz Linard              | 301 m ↓ Scharte zum Piz Zadrell                |
| 14   |                                                                         | Schnapfenspitze           | 3219   | Tirol 46° 54′ N, 10° 13′ O                      | 0,8 km → Fluchthorn              | 113 m ↓ Scharte zum Fluchthorn                 |
| 15   |                                                                         | Torwache                  | 3218   | Graubünden 46° 50′ N, 10° 5′ O                  | 0,4 km → Verstanclahorn          | 98 m ↓ Verstanclasattel                        |
| 16   |                                                                         | Signalhorn                | 3207   | Graubünden/Vorarlberg 46° 51′ N, 10° 6′ O       | 1,0 km → Silvrettahorn           | 161 m ↓ Egghornlücke                           |
| 17   |                                                                         | unbenannter Gipfel S1     | 3207   | Graubünden 46° 49′ N, 10° 6′ O                  | 0,3 km → Piz Fliana              | ca. 80 m ↓ Scharte zum Piz Fliana              |
| 18   |                                                                         | Schattenspitze            | 3202   | Vorarlberg 46° 52′ N, 10° 5′ O                  | 0,4 km → Schneeglocke            | ca. 140 m ↓ Scharte zur Schneeglocke           |
| 19   |                                                                         | Hinteres Plattenhorn      | 3198   | Graubünden 46° 49′ N, 10° 3′ O                  | 0,9 km → Vorderes Plattenhorn    | 153 m ↓ Scharte zum Vorderen Plattenhorn       |
| 20   |                                                                         | Dreiländerspitze          | 3196   | Graubünden/Tirol/Vorarlberg 46° 51′ N, 10° 9′ O | 1,9 km → Piz Buin                | 306 m ↓ Urezzajoch                             |
| 21   |                                                                         | Krone                     | 3187   | Graubünden/Tirol 46° 53′ N, 10° 14′ O           | 1,5 km → Fluchthorn              | 242 m ↓ Zahnjoch                               |
| 22   |                                                                         | Piz Tasna                 | 3178   | Graubünden 46° 52′ N, 10° 15′ O                 | 2,4 km → Krone                   | 371 m ↓ Fuorcla da Tasna                       |
| 23   |                                                                         | Vordere Jamspitze         | 3176   | Tirol 46° 51′ N, 10° 9′ O                       | 0,7 km → Dreiländerspitze        | ca. 120 m ↓ Scharte zur Dreiländerspitze       |
| 24   |                                                                         | unbenannter Gipfel S2     | 3174   | Graubünden/Vorarlberg 46° 51′ N, 10° 7′ O       | 0,3 km → Piz Buin                | ca. 60 m ↓ Scharte zum Piz Buin                |
| 25   |                                                                         | Gletscherchamm            | 3173   | Graubünden 46° 51′ N, 10° 5′ O                  | 1,0 km → Torwache                | 186 m ↓ Silvrettapass                          |
| 26   |                                                                         | Rotflue                   | 3165   | Graubünden/Vorarlberg 46° 52′ N, 10° 5′ O       | 0,5 km → Schneeglocke            | 108 m ↓ Rotfluelücke                           |
| 27   |                                                                         | Nördliche Chalausspitze   | 3160   | Graubünden/Tirol 46° 52′ N, 10° 12′ O           | 0,8 km → Augstenberg             | ca. 75 m ↓ Scharte zum Augstenberg             |
| 28   |                                                                         | Hintere Jamspitze         | 3155   | Graubünden/Tirol 46° 51′ N, 10° 9′ O            | 0,4 km → Vordere Jamspitze       | 91 m ↓ Jamjoch                                 |
| 29   |                                                                         | Wiesbadener Grätle        | 3144   | Vorarlberg 46° 51′ N, 10° 7′ O                  | 0,2 km → unbenannter Gipfel S2   | ca. 50 m ↓ Scharte zum unbenannten Gipfel S2   |
| 30   |                                                                         | Gross Seehorn             | 3121   | Graubünden/Vorarlberg 46° 53′ N, 10° 2′ O       | 4,6 km → Schneeglocke            | 435 m ↓ Rote Furka                             |
| 31   |                                                                         | Klostertaler Egghorn      | 3120   | Vorarlberg 46° 52′ N, 10° 5′ O                  | 0,9 km → Schattenspitze          | ca. 55 m ↓ Scharte zur Schattenspitze          |
| 32   |                                                                         | Chalausköpfe              | 3117   | Graubünden/Tirol 46° 52′ N, 10° 11′ O           | 1,1 km → Nördliche Chalausspitze | 118 m ↓ Fuorcla Chalaus                        |
| 33   |                                                                         | Gemsspitz                 | 3114   | Graubünden/Tirol 46° 51′ N, 10° 10′ O           | 1,0 km → Chalausköpfe            | ca. 120 m ↓ Scharte zu den Chalausköpfen       |
| 34   |                                                                         | Gross Litzner             | 3109   | Graubünden/Vorarlberg 46° 53′ N, 10° 2′ O       | 0,5 km → Schneeglocke            | ca. 130 m ↓ Scharte zum Gross Seehorn          |
| 35   | Tiroler Kopf (Nordgipfel) vom Rauhekopfgletscher                        | Tiroler Kopf              | 3103   | Tirol/Vorarlberg 46° 52′ N, 10° 8′ O            | 1,7 km → Dreiländerspitze        | 190 m ↓ Ochsenscharte                          |
| 36   |                                                                         | Piz Zadrell               | 3103   | Graubünden 46° 49′ N, 10° 3′ O                  | 0,9 km → Hinteres Plattenhorn    | 164 m ↓ Fuorcla dal Linard                     |
| 37   |                                                                         | Rauer Kopf                | 3101   | Tirol/Vorarlberg 46° 52′ N, 10° 9′ O            | 0,6 km → Tiroler Kopf            | ca. 105 m ↓ Raukopfscharte                     |
| 38   |                                                                         | Piz Sagliains             | 3100   | Graubünden 46° 49′ N, 10° 4′ O                  | 0,8 km → Piz Linard              | 137 m ↓ Scharte zum Piz Zadrell                |
| 39   |                                                                         | Zahnspitze                | 3099   | Graubünden/Tirol 46° 53′ N, 10° 14′ O           | 0,6 km → Fluchthorn              | ca. 80 m ↓ Scharte zur Krone                   |
| 40   |                                                                         | Mittleres Plattenhorn     | 3099   | Graubünden 46° 49′ N, 10° 2′ O                  | 0,2 km → Vorderes Plattenhorn    | 54 m ↓ Scharte zum Hinteren Plattenhorn        |
| 41   |                                                                         | Piz Urschai Dadaint       | 3096   | Graubünden 46° 51′ N, 10° 11′ O                 | 0,5 km → Chalausköpfe            | 102 m ↓ Scharte zu den Chalausköpfen           |
| 42   |                                                                         | Flüela Wisshorn           | 3085   | Graubünden 46° 46′ N, 9° 58′ O                  | 3,4 km → Schwarzhorn             | 627 m ↓ Pass da Fless                          |
| 43   |                                                                         | Breite Krone              | 3078   | Graubünden 46° 52′ N, 10° 14′ O                 | 0,8 km → Krone                   | 123 m ↓ Scharte zur Krone                      |
| 44   |                                                                         | Östliches Gamshorn        | 3076   | Tirol 46° 54′ N, 10° 12′ O                      | 0,6 km → Schnapfenspitze         | ca. 60 m ↓ Scharte zur Schnapfenspitze         |
| 45   |                                                                         | Paulcketurm               | 3073   | Graubünden/Tirol 46° 53′ N, 10° 14′ O           | 0,1 km → Zahnspitze              | ca. 60 m ↓ Scharte zur Zahnspitze              |
| 46   |                                                                         | Piz Minschun              | 3067   | Graubünden 46° 50′ N, 10° 14′ O                 | 3,2 km → Piz Tasna               | 269 m ↓ Scharte zum Piz Nair                   |
| 47   |                                                                         | Hinterer Satzgrat         | 3058   | Tirol 46° 52′ N, 10° 9′ O                       | 0,8 km → Rauer Kopf              | ca. 140 m ↓ Scharte zum Rauen Kopf             |
| 48   |                                                                         | Ochsenkopf                | 3057   | Tirol/Vorarlberg 46° 52′ N, 10° 8′ O            | 0,4 km → Tirolerkopf             | 122 m ↓ Tiroler Scharte                        |
| 49   |                                                                         | Verstanclachöpf           | 3057   | Graubünden 46° 50′ N, 10° 3′ O                  | 1,0 km → Verstanclahorn          | 79 m ↓ Scharte zum Verstanclahorn              |
| 50   |                                                                         | Grenzeckkopf              | 3047   | Graubünden/Tirol 46° 52′ N, 10° 14′ O           | 0,8 km → Breite Krone            | 73 m ↓ Kronenjoch                              |
| 51   |                                                                         | Piz Murtera               | 3043   | Graubünden 46° 47′ N, 10° 2′ O                  | 3,2 km → Piz Linard              | 450 m ↓ Vereinapass                            |
| 52   | Großes und Kleines (Chlein) Seehorn mit dem davorliegenden Seegletscher | Chlein Seehorn            | 3031   | Graubünden 46° 53′ N, 10° 1′ O                  | 0,7 km → Gross Seehorn           | 170 m ↓ Seehornscharte                         |
| 53   |                                                                         | Piz Cotschen              | 3029   | Graubünden 46° 49′ N, 10° 11′ O                 | 3,8 km → Hinter Jamspitz         | 295 m ↓ Furcletta                              |
| 54   |                                                                         | Piz Davo Lais             | 3026   | Graubünden 46° 53′ N, 10° 16′ O                 | 2,2 km → Breite Krone            | 219 m ↓ Fuorcla Davo Lais                      |
| 55   |                                                                         | unbenannter Gipfel S3     | 3023   | Graubünden 46° 45′ N, 9° 58′ O                  | 0,5 km → Flüela Wisshorn         | ca. 95 m ↓ Scharte zum Flüela Wisshorn         |
| 56   |                                                                         | Vorderer Satzgrat         | 3022   | Tirol 46° 53′ N, 10° 9′ O                       | 1,4 km → Haagspitze              | 178 m ↓ Totenfeldscharte                       |
| 57   |                                                                         | Piz Fless                 | 3019   | Graubünden 46° 47′ N, 10° 2′ O                  | 1,3 km → Piz Murtera             | 129 m ↓ Scharte zum Piz Murtera                |
| 58   |                                                                         | Gemspleisspitze           | 3015   | Graubünden/Tirol 46° 56′ N, 10° 15′ O           | 3,8 km → Fluchthorn              | 329 m ↓ Ritzenjoch                             |
| 59   |                                                                         | Südliche Finsterkarspitze | 3012   | Tirol 46° 55′ N, 10° 12′ O                      | 1,1 km → Schnapfenkuchlspitze    | ca. 110 m ↓ Scharte zur Schnapfenkuchlspitze   |
| 60   |                                                                         | Piz Urschai Dadoura       | 3012   | Graubünden 46° 51′ N, 10° 12′ O                 | 0,3 km → Piz Urschai Dadaint     | ca. 55 m ↓ Scharte zum Piz Urschai Dadaint     |
| 61   | Piz Larain (Larainfernerspitze) von Südwesten, aus dem oberen Laraintal | Piz Larain                | 3009   | Graubünden/Tirol 46° 54′ N, 10° 14′ O           | 0,9 km → Fluchthorn              | 157 m ↓ Lareinfernerjoch                       |

Im Folgenden werden noch weitere Dreitausender aufgelistet, die eine Schartenhöhe zwischen 30 und 50 Metern aufweisen.
- Augstenberg Südgipfel (3224 m ü. M., ca. 30 m Schartenhöhe)
- Vorderes Plattenhorn Westgipfel (3216 m ü. M., ca. 30 m Schartenhöhe)
- Hinteres Plattenhorn Nordgipfel (3186 m ü. M., ca. 30 m Schartenhöhe)
- Schnapfenspitze Westgipfel (3179 m ü. M., ca. 45 m Schartenhöhe)
- Piz Futschöl (3174 m ü. M., ca. 35 m Schartenhöhe)
- Egghorn (3147 m ü. M., ca. 40 m Schartenhöhe)
- Piz Jeramias (3136 m ü. M., ca. 30 m Schartenhöhe)
- Schnapfenkuchlspitze (3135 m ü. M., ca. 40 m Schartenhöhe)
- Chalausköpfe Ostgipfel (3110 m ü. M., ca. 35 m Schartenhöhe)
- unbenannter Gipfel nördlich der Chalausköpfe (3104 m ü. M., ca. 40 m Schartenhöhe)
- Südlicher Chalausspitz (3096 m ü. M., ca. 30 m Schartenhöhe)
- Piz Tuoi (3084 m ü. M., ca. 30 m Schartenhöhe)
- unbenannter Gipfel nördlich der Krone (3071 m ü. M., ca. 35 m Schartenhöhe)
- Piz Tiatscha (3050 m ü. M., ca. 40 m Schartenhöhe)
- Wiesbadener Grätle (3030 m ü. M., 35 m Schartenhöhe)
- Bischofspitze (3028 m ü. M., ca. 30 m Schartenhöhe)
- unbenannter Gipfel westlich der Breiten Krone (3016 m ü. M., ca. 30 m Schartenhöhe)

Außerdem gibt es mit dem Knoten (3190 m ü. M.) und der Haagspitze (3029 m ü. M.) noch zwei benannte Gipfel mit weniger als 30 m Schartenhöhe.